# Радіотелефон

Радіотелефон.

Радіотелефо́ни є системою, що складається з бази, до якої під'єднані лінії від міської АТС, і однієї або декількох бездротових трубок, які можуть переговорюватися як між собою, так і дзвонити по зовнішніх лініях. 
Сучасні радіотелефони працюють на частотах 1880–1900 Мгц (стандарт DECT). Раніше були поширені бездротові телефони, що працювали на частотах 39–40 Мгц, 900 Мгц, 2400 Мгц.
Радіус дії (у стандарті DECT) становить приблизно 50–300 метрів, де найбільше число визначається зоною прямої видимості.
Існує додаткове розширення стандарту DECT — стандарт GAP (Generic Access Profile), прийнятий влітку 1996. Він забезпечує сумісність радіотелефону з устаткуванням інших виробників, що задовільняє тому ж стандарту DECT/GAP. Наприклад, з тими телефонами, які підтримують стандарт DECT/GAP, можна використовувати трубки від будь-якої іншої моделі, що підтримує цей стандарт. Специфіка цього стандарту в тому, що при взаємодії трубок різних виробників деякі функції можуть бути не активними.
Найбільшого поширення набули радіотелефони Siemens (лінійка Gigaset) і Panasonic.

## Дивись також
- Телефон
- Мобільний телефон
- Побутова техніка